# Мемориал воину-освободителю (Кемерово)
Мемориал Воину-Освободителю — памятник, установленный в городе Кемерово в 2022 году. Является копией монумента Воину-освободителю в берлинском Трептов-парке.

## История создания
После того как Горсовет земли Берлин решил лишить звания почетного гражданина Берлина Николая Масалова, губернатор Кемеровской области Сергей Цивилёв обратился к бургомистру Берлина с просьбой вернуть Николая Масалова в список почётных граждан Берлина. После получения отказа было принято решение воздвигнуть в Кемерове памятник Воину-освободителю. Возможность использования художественного образа согласовали с внуком скульптора Евгения Вучетича — Евгением. Проект разработала группа кузбасских архитекторов совместно с группой скульпторов Студии военных художников имени М. Б. Грекова.

## Строительство
Строительство началось в 2021 году. Монтаж памятника начат 27 августа 2022 года. 3 ноября 2022 года памятник был открыт. Первую экскурсию провел Сергей Цивилёв
С площади перед памятником провожали в учебные части мобилизованных Кузбассовцев. Высота кургана, на котором стоит памятник, составляет 37 метров. В Кургане находятся частицы земли из тех мест, где били врага Сибирские дивизии.Высота скульптуры 12 метров. На её изготовление ушло около 30 тонн металла, из них 26 тонн бронзы. Вдоль 300-метровой аллеи, ведущей к памятнику, установлены пилоны с именами 2916 сибиряков — Героев Советского Союза, полных кавалеров ордена Славы, Героев России. В основании мемориала-кургана расположили мозаичное панно из смальты, выполненное в лучших традициях советского реалистического искусства. Это повтор сюжета панно, расположенного в берлинском памятнике воину-освободителю, но на кузбасской мозаике появился образ женщины и мальчика, который подает ей патроны из ящика с надписью «Кузбасс-фронту». На панно изображены представители разных народов, возлагающие венки на могилу советских воинов. Использована палитра из 451 цветов и оттенков смальты. Надпись наверху гласит: «Бессмертный подвиг Николая Ивановича Масалова. Советский народ своей самоотверженной борьбой спас цивилизацию Европы от фашистских погромщиков, в этом великая заслуга советского народа перед историей. Подвиг тружеников тыла – детей и женщин Кузбасса». Надпись выполнена из материалов, придающих свечение. Потолок мемориальной комнаты украшает люстра в виде Ордена Победы. Общая площадь мозаичного полотна составляет 140 кв. метров. В его создании приняли участие 48 художников из Санкт-Петербурга и Кемерова, в том числе пять студентов Кузбасского художественного колледжа, обучающиеся на отделении керамики.

## Описание памятника
Памятник представляет собой копию памятника Воину-освободителю в Трептов-парке в Берлине. Кроме того, к берлинской части добавили фрагменты из воинской истории Кузбасса.
Мемориал находится в Ленинском районе Кемерова рядом с президентским кадетским училищем на Притомском проспекте. Рядом с памятником установлены стилобаты с именами более чем 2900 сибиряков — Героев Советского союза, Героев России, Кавалеров Ордена Славы.

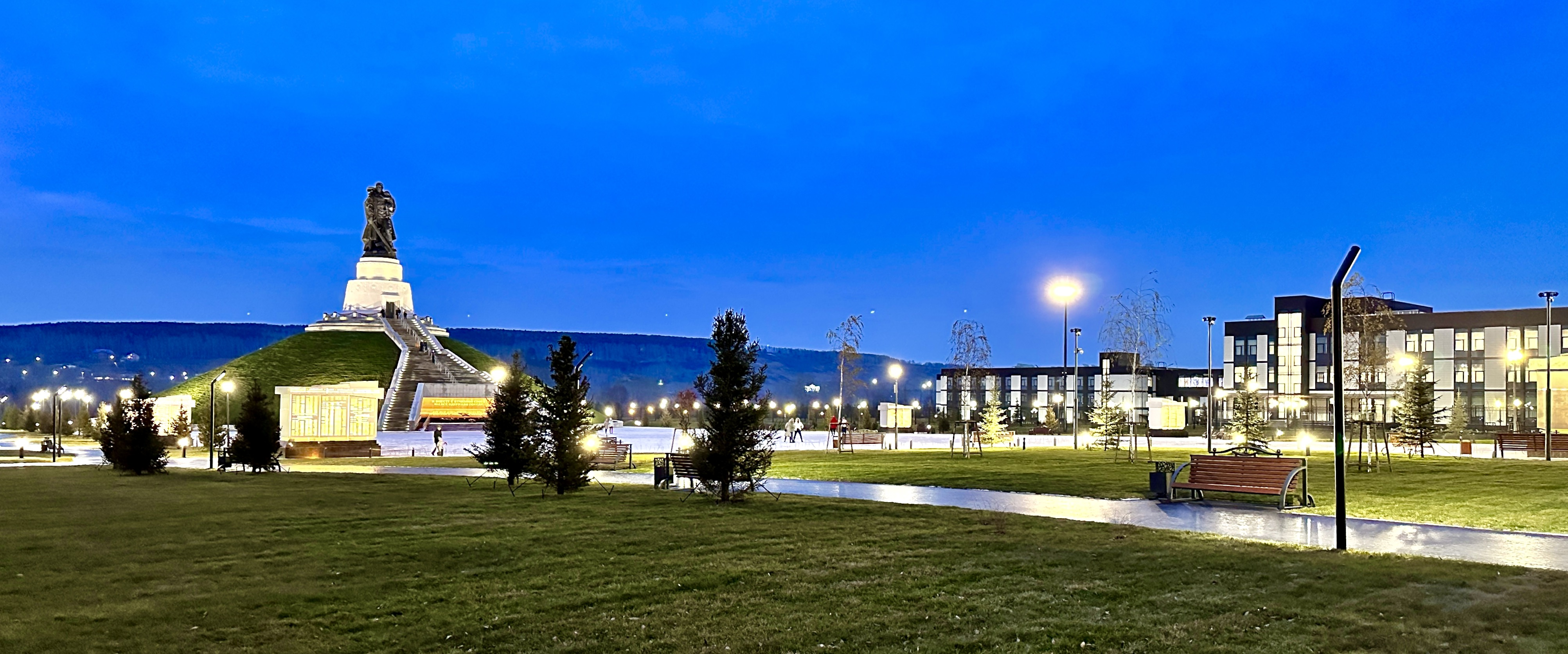
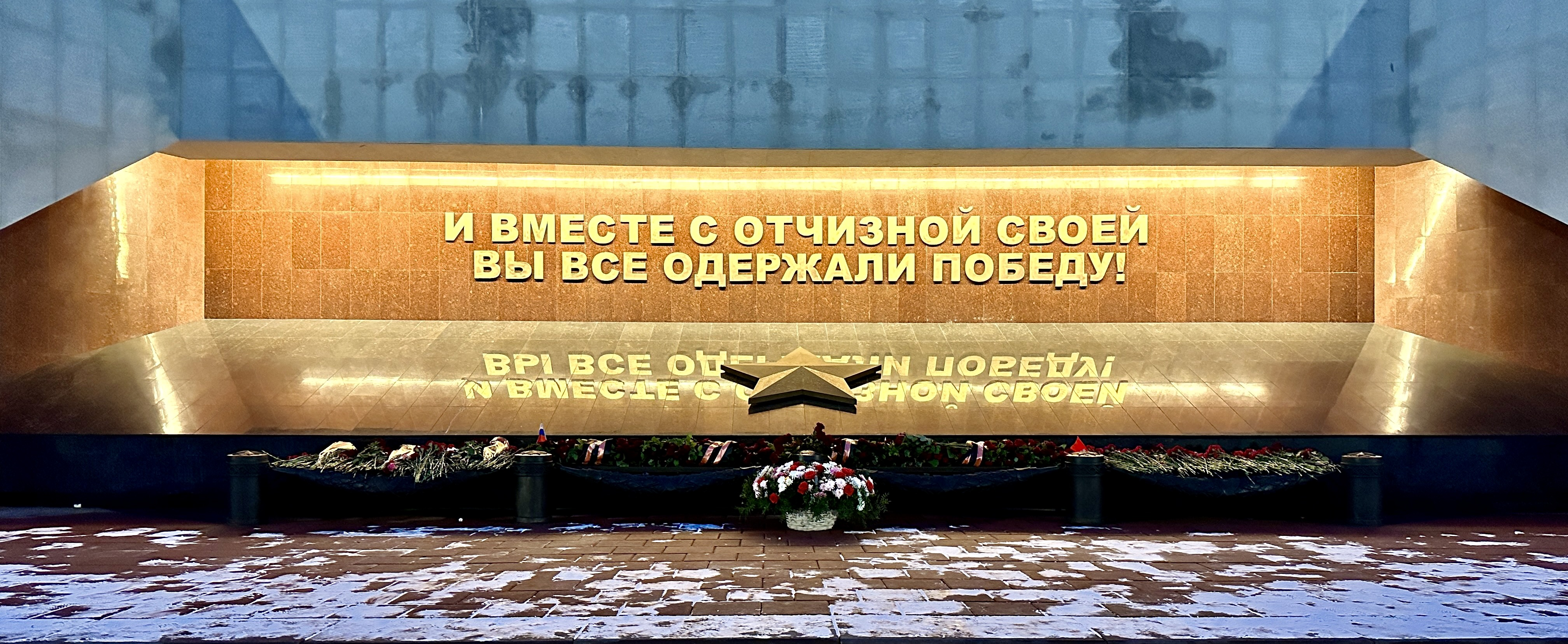
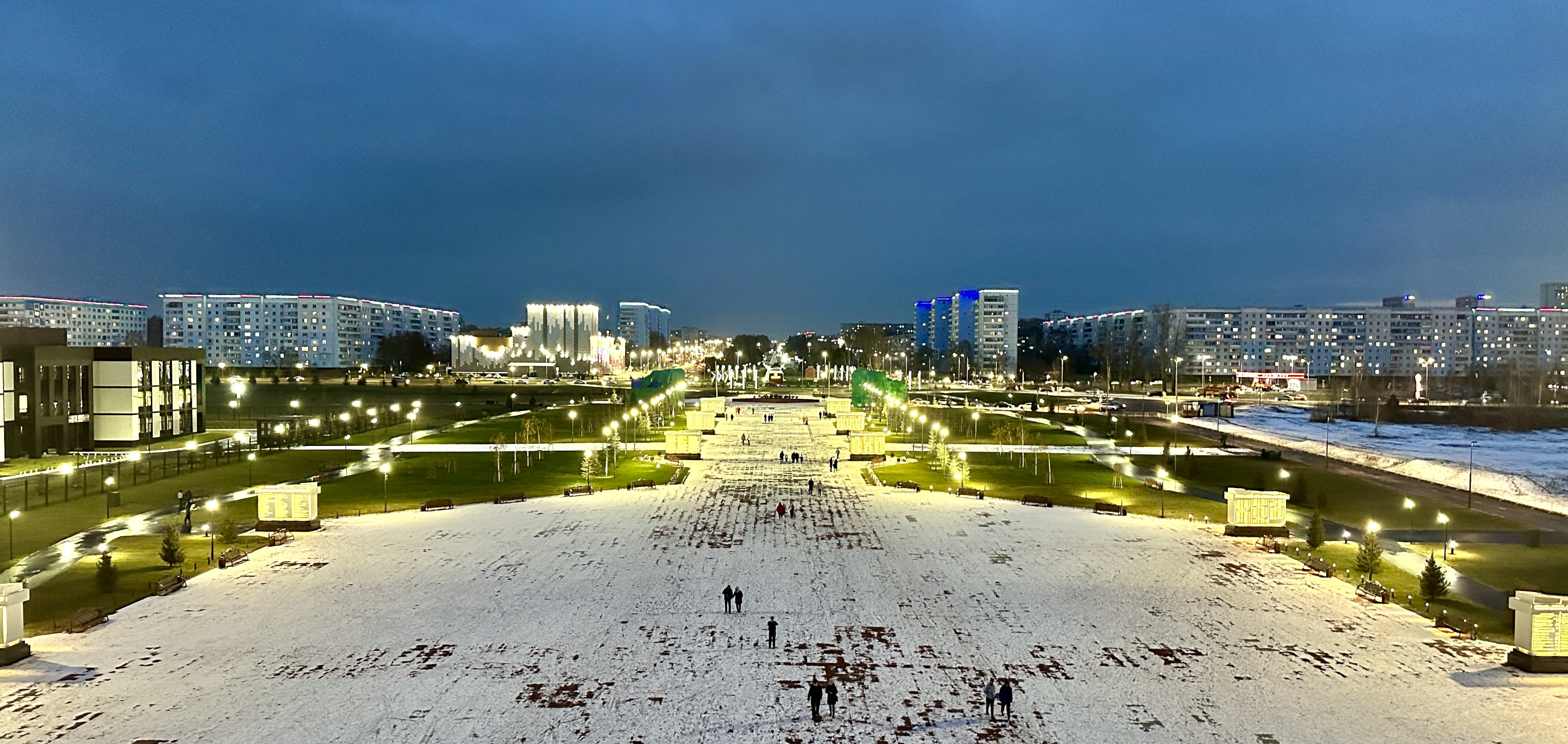